# Castell de Fonolleres (Granyanella)
Castell de Fonolleres és un castell situat a la part més elevada de Fonolleres, al municipi de Granyanella (Segarra), declarat bé cultural d'interès nacional.

## Descripció
Pel que fa a la seva estructura, presenta planta baixa -amb la presència d'un pati interior, possiblement l'originari pati d'armes-, primera i segona planta amb obertures i amb murs formats per carreus irregulars, excepte en portes i finestres on el treball és més acurat. A la façana s'hi observa la porta principal, d'arc de mig punt i adovellada, però que per la seva estructura no correspon a la primitiva, ja que per la informació que ens apareix a la clau, fou reformada l'any 1903. Com a elements de defensa, al mateix nivell de la porta principal hi apareix una sèrie d'espitlleres així com les restes del matacà situat pel damunt de la porta principal (descentrat per les posteriors reformes). Les obertures situades a la primera i segona planta són posteriors i no presenten cap mena de decoració. Finalment, a la part superior ens apareix una sèrie d'obertures en arc de mig punt, possiblement utilitzades per defensa o guaita en els orígens.
A la part dreta de la façana principal apareix una torre quadrangular, l'antiga torre de l'homenatge, amb una obertura a la seva part inferior amb arc de mig punt i volta de canó. A la part superior s'observen restes d'un antic matacà, i presenta obertures exteriors realitzades en segles posteriors, de les quals destaca una finestra situada a la part del darrere de factura renaixentista amb els brancals, marc superior i guardapols decorats.

## Història
El nucli de Fonolleres està situat en un turó al vessant dret de la vall del riu Ondara, per on passava el camí reial de Lleida a Barcelona. El castell termenat de Fonolleres, tal com passà amb els castells veïns, fou construït segurament a finals del segle xi i inicis del XII per la necessitat del comte de Barcelona d'assegurar l'esmentat camí i garantir l'èxit de les seves campanyes contra els sarraïns.

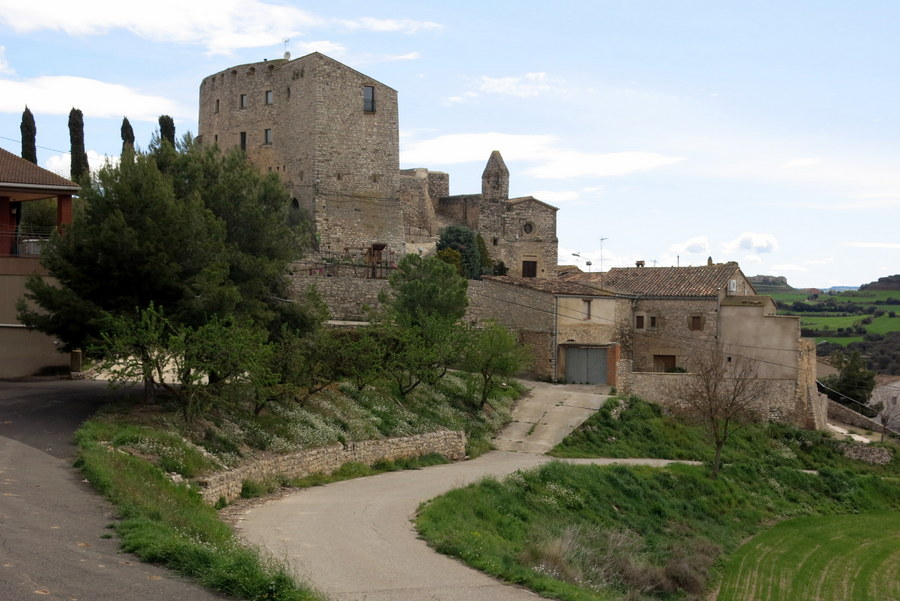
Castell de Fonolleres (2018)

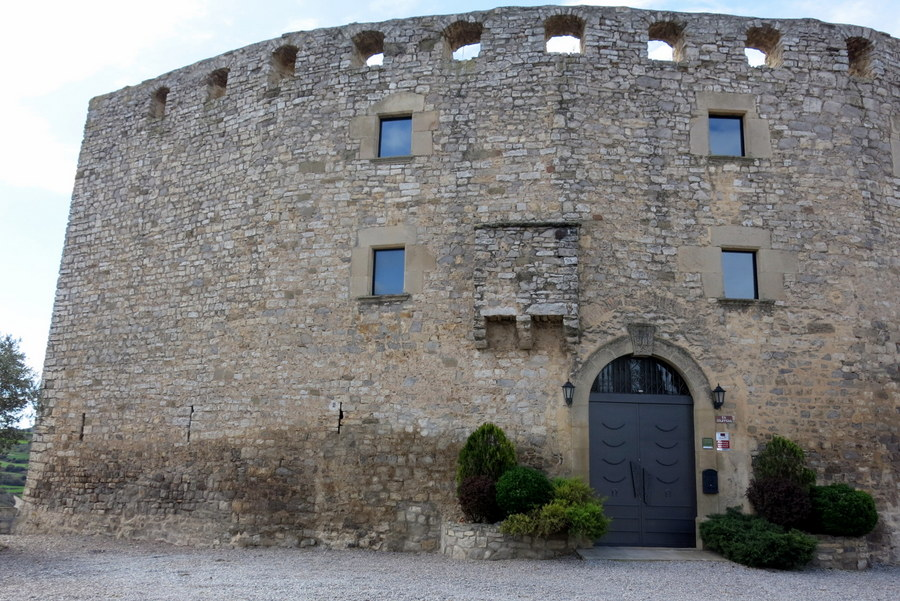
Castell de Fonolleres (2018)

La primera notícia del castell és del 1113, moment en el qual la senyoria de Fonolleres pertanyia als Cervera. Segons Ceferí Rocafort, el terme apareix documentat el 1118. Dos anys més tard, el terme de Fonolleres s'esmenta com a afrontació de migdia del terme del castell del Canós. D'aquesta fortalesa sorgí una família de petits nobles o castlans cognomenada Fonolleres. Així, el 1147, Pere Bernat de Fonolleres signà una concòrdia amb Pere Hug de Sedó sobre la possessió d'unes corts davant dels testimonis Berenguer Dalmau de Cervera, Ramon de Montlleó i Mir i Guillem de Curullada. El 1185 consta Arnau de Fonolleres entre els testimonis d'una donació de Guillem de Guàrdia a Poblet. Al terme hi tenien dret altres personatges, com Bernat de Granyena, canonge de Solsona, que en rebia els delmes el 1207, o Bernat de Fonolleres que cedí el 1219 a la canònica solsonina tots els drets que tenia «in castro et villa de Fenollers».
Des de final del segle xiii fins a començament del segle xiv els senyors feudataris del castell foren els Satorre, que s'hi van mantenir almenys fins al 1427. A la segona meitat del segle xv pertanyia als Ivorra i al segle xvii en foren senyors Joan Pocorull i els seus descendents si bé la jurisdicció criminal pertanyia al Rei. En arribar al segle xix era dels Duran I Cerdà que en foren senyors fins a l'abolició dels senyorius jurisdiccionals.